# بخش کاندامال
بخش کاندامال (به انگلیسی: Kandhamal district) یک بخش در هند است که در اودیسا واقع شده‌است. بخش کاندامال ۸٬۰۲۱ کیلومتر مربع مساحت و ۷۳۱٬۹۵۲ نفر جمعیت دارد و ۷۰۰ متر بالاتر از سطح دریا واقع شده‌است.